# 金沢ふるさと偉人館
金沢ふるさと偉人館（かなざわふるさといじんかん）は、石川県金沢市下本多町にある博物館。2017年時点の館長は輪島道友。

## 概要
金沢市が「郷土が生んだ優れた先人」と評価する金沢ゆかりの人物を顕彰し、その業績を広く伝えることを目的に、1993年（平成5年）11月に金沢市が設置した文化施設である。開館時は高峰譲吉、三宅雪嶺、木村栄、藤岡作太郎、鈴木大拙の5人を扱っていたが、現在では、桜井錠二、藤井健次郎、八田與一、飯盛里安、小野太三郎、西田幾多郎、井上友一、山本良吉、安宅彌吉、北方心泉、細野燕台、中西悟堂、松田権六、谷口吉郎、蓮田修吾郎の15人を加えた20人について常設展示を行っているほか、金沢の三文豪（泉鏡花、徳田秋声、室生犀星）や桐生悠々、加藤せむ、関口開、清水誠の簡易展示もある。また、年に数回、1階で金沢の偉人に関する企画展も行う。

## 利用案内
開館時間
午前9時30分 - 午後5時（入館は午後4時30分まで）
観覧料
一般…310円
団体(20名以上)…260円
65歳以上…210円（祝祭日は無料）
高校生以下…無料
金沢市文化施設共通観覧券が使用できる。

## 交通アクセス
- 金沢駅からバスで20分「広坂」または「本多町」バス停下車
- 金沢ふらっとバス（菊川ルート）「ふるさと偉人館」バス停下車後すぐ